# Charles de Groux

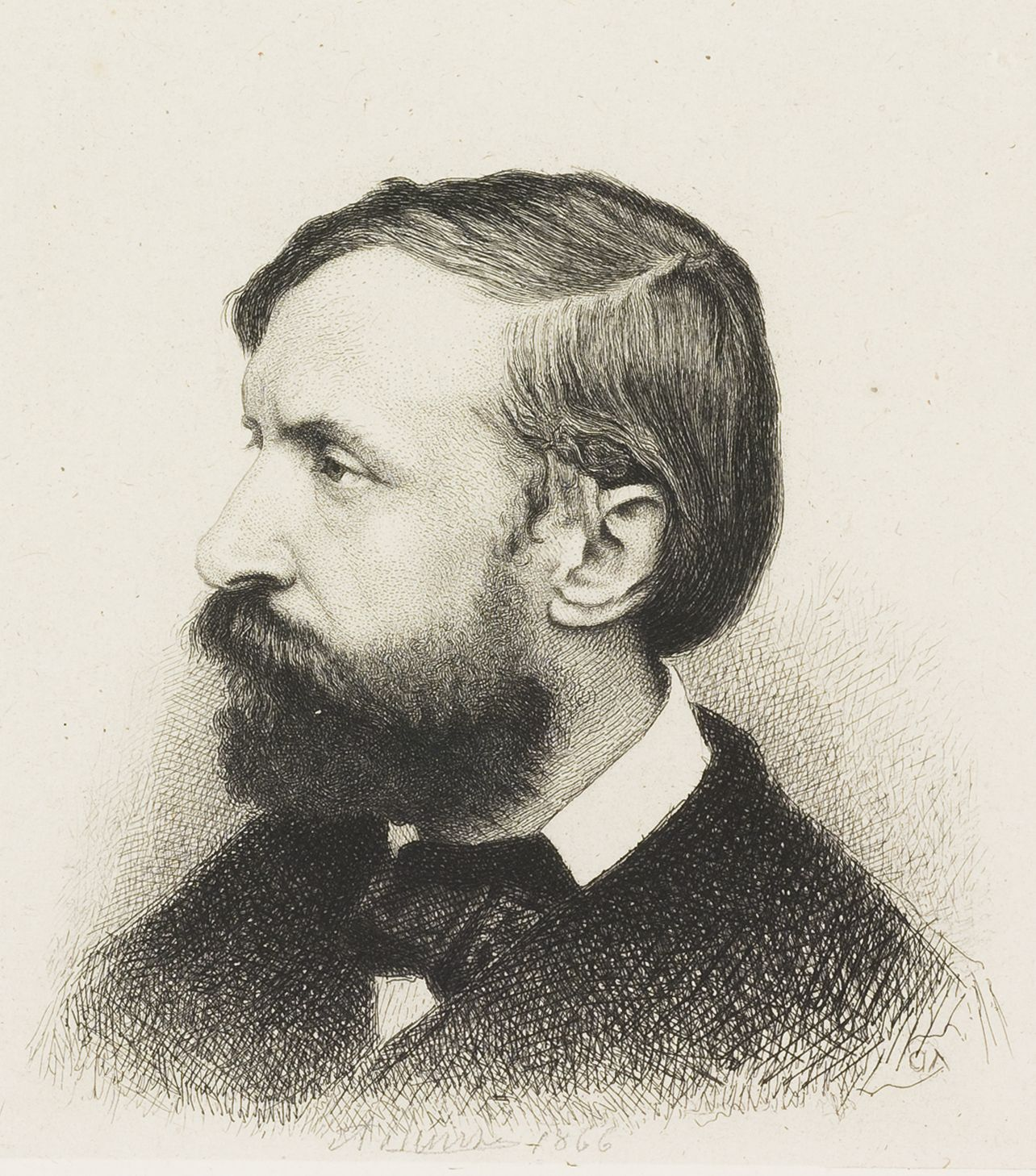
Charles de Groux, Bildnis von Auguste Danse (1829–1929), 1866

Charles Corneille Auguste de Groux, auch in der Schreibweise Degroux (* 25. August 1825 in Comines, Französisch-Flandern; † 30. März 1870 in Sint-Joost-ten-Node, Belgien), war ein belgischer Maler und Illustrator.

## Leben
De Groux wurde als Sohn des Jean Baptiste Joseph de Groux (1794–1846) und seiner Frau Marie Constance Sophie, geb. Vandewynckele (1794–1862), geboren. Das Paar hatte acht Söhne und drei Töchter. 1849 heiratete de Groux Jeanne Geyssens (1824–1887), die ihm drei Söhne und zwei Töchter gebar, unter ihnen den späteren Maler Henry de Groux. Nach einer Erstausbildung an der Akademie der Schönen Künste in Brüssel bei François-Joseph Navez und Jean-Baptiste van Eycken (1809–1853) nahm Charles de Groux in den Jahren 1851/1852 Privatunterricht in Düsseldorf. Dort wurde er durch die Tendenzmalerei sozialkritischer Maler beeinflusst. Sein Bild Der Trunkenbold zeigt Einflüsse von Ludwig Knaus’ Die Faschspieler, sein Bild Die Armenbank weist Parallelen zu Wilhelm Joseph Heines Gottesdienst in der Zuchthauskirche auf.

## Werke (Auswahl)

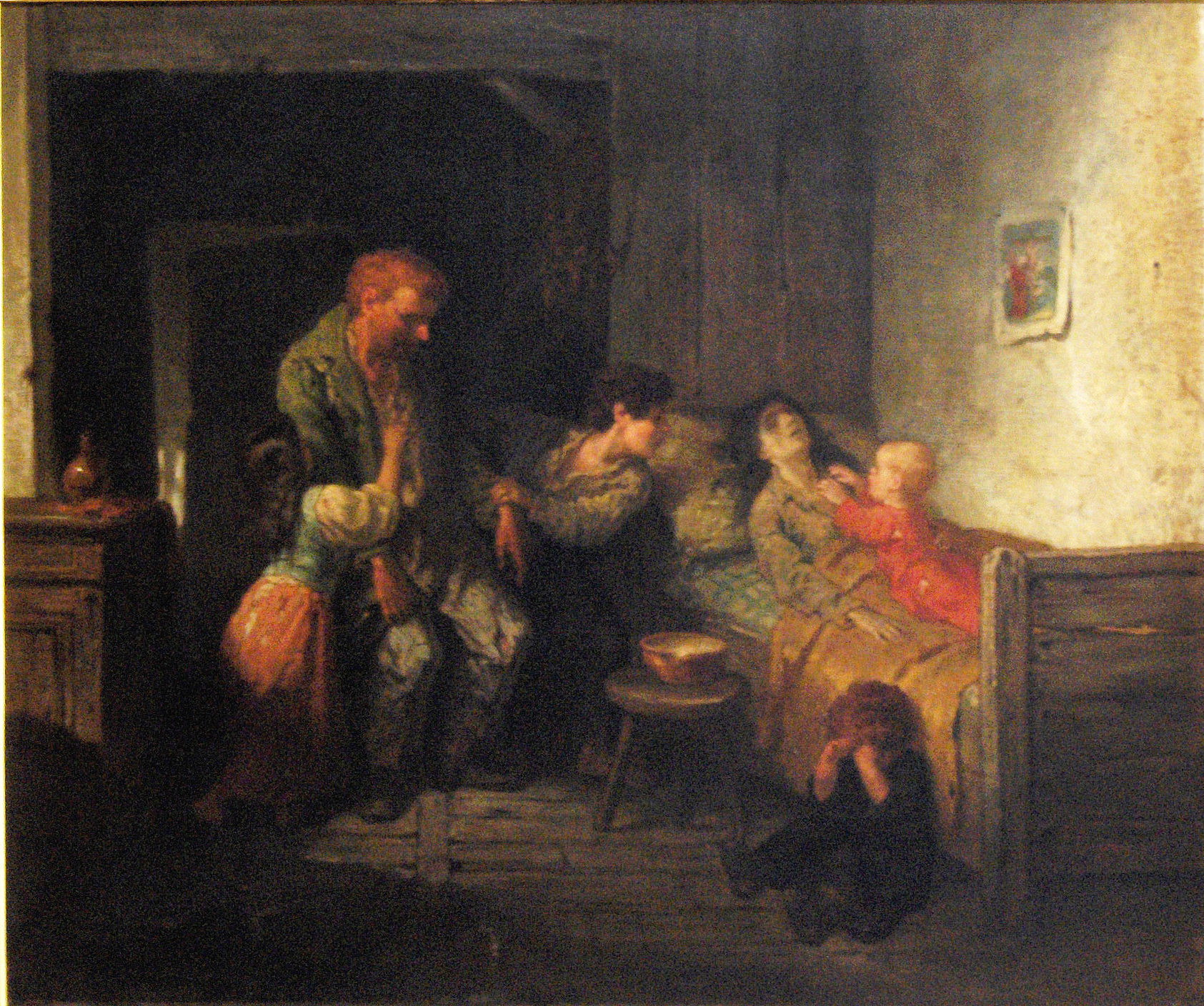
Der Trunkenbold, 1853

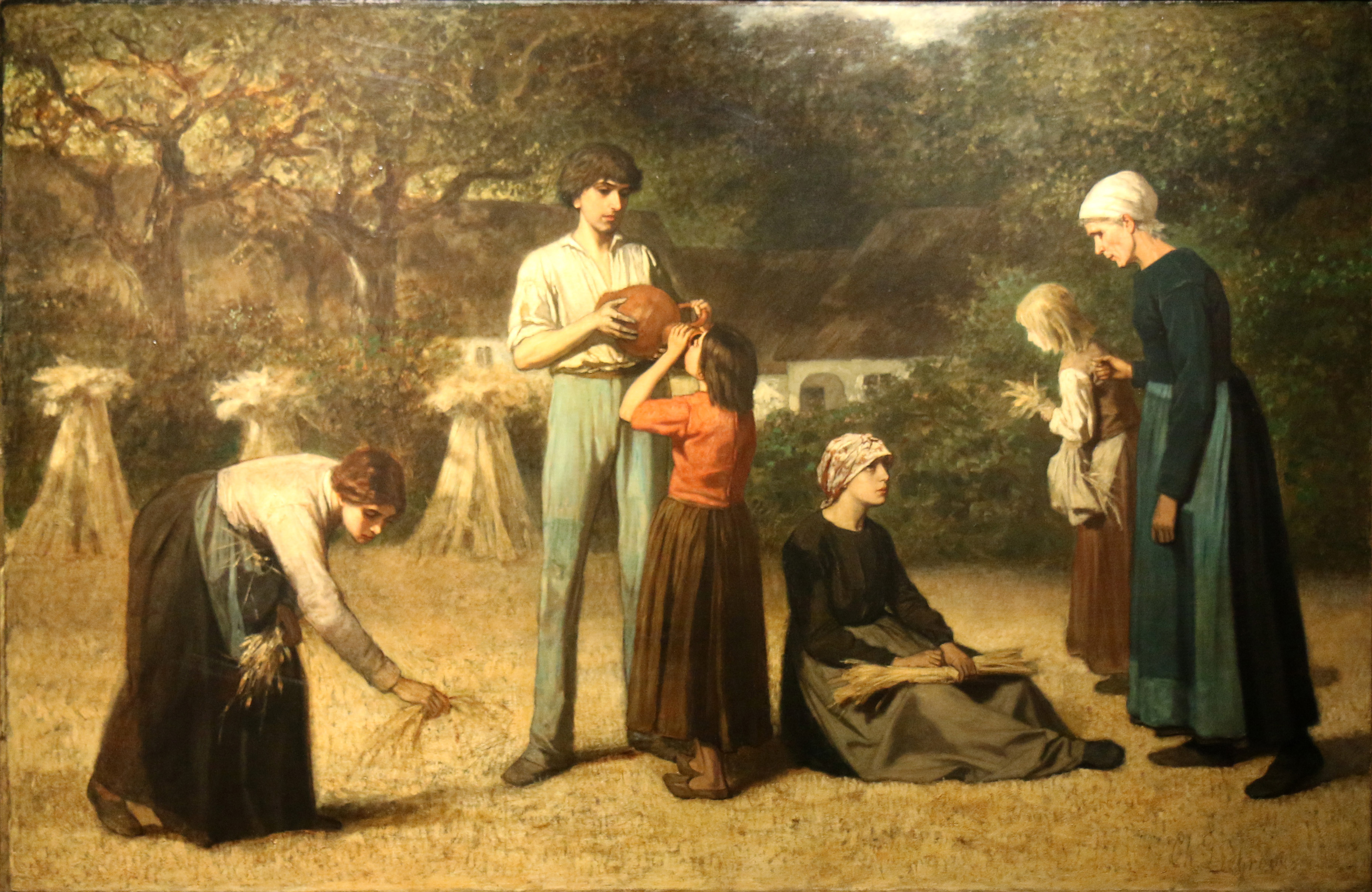
Die Ährenleserinnen, 1856/1857

Während sich de Groux bei seinem Malstil an der Gruppe der Vlaamsen Primitieven orientierte, erhielt er bei der Thematik, dem Pauperismus, Anstöße durch die sozialkritischen Vertreter der Düsseldorfer Schule. Als „Armeleutemaler“ gehört er zu den Begründern des belgischen Realismus und des Sozialistischen Realismus.
- Der Trunkenbold, 1853
- Die Armenbank, 1854
- Die Ährenleserinnen, 1856/1857
- Le Bénédicté, 1861
- Die Trennung, 1869
- L’Ivrogne, 1870